# TechRadar
TechRadar – brytyjski portal informacyjny poświęcony technice.
TechRadar powstał w 2008 roku. W ciągu miesiąca serwis ma ponad 40 milionów wizyt.